# Осло
О́сло (іноді Осльо, норв. Oslo норвезька: [ˈʊ̂ʂlʊ] ( прослухати) or [ˈʊ̂slʊ, ˈʊ̀ʂlʊ]; пд.-саам. Oslove) — столиця Норвегії. Населення міста — 717 710 осіб (дані на 1 січня 2024 року).

## Історія
Відповідно до норвезьких сказань, Осло засновано приблизно в 1048 році королем Гаральдом III, чоловіком принцеси Єлизавети Ярославни, доньки Ярослава Мудрого. Однак нещодавно археологи знайшли тут християнські поховання, датовані періодом до 1000 року.
З кінця XIII століття до 1380 року — резиденція норвезьких королів, а з 1572 року — центр данської адміністрації в Норвегії.
У 1624 році місто вщент вигоріло. Король Данії та Норвегії Кристіан IV Данський вирішив не відновлювати зруйноване місто, натомість біля фортеці Акерсгус побудував нове, назвавши його на свою честь Кристіанією (Christiania, з 1877 Kristiania).
У 1814 році Кристіанія стала столицею Норвегії у складі союзу зі Швецією.
З 1905 року — столиця незалежного королівства Норвегії.
11 липня 1924 року Стортингом Норвегії було прийнято рішення про перейменування (повернення назви Осло), яке набувало чинності з 1 січня 1925.
З 9 квітня 1940 року по 8 травня 1945 року окуповане нацистською Німеччиною.
У 1952 році в Осло відбулися VI Зимові Олімпійські ігри.
У 2024 році планується велика кількість подій зі святкування ювілею повернення назви 100 років та 400 років після відновлення міста після пожежі.

## Географія

### Клімат
Осло розташоване в зоні континентального клімату, яку характеризує прохолодне літо. Найтепліший місяць — липень із середньою температурою 17.8 °C (64 °F). Найхолодніший місяць — січень, із середньою температурою -3.3 °C (26 °F).
| Клімат Осло             | Клімат Осло | Клімат Осло | Клімат Осло | Клімат Осло | Клімат Осло | Клімат Осло | Клімат Осло | Клімат Осло | Клімат Осло | Клімат Осло | Клімат Осло | Клімат Осло | Клімат Осло |
| Показник                | Січ.        | Лют.        | Бер.        | Квіт.       | Трав.       | Черв.       | Лип.        | Серп.       | Вер.        | Жовт.       | Лист.       | Груд.       | Рік         |
| Абсолютний максимум, °C | 12          | 12          | 17          | 23          | 28          | 35          | 32          | 33          | 27          | 20          | 15          | 12          | 35          |
| Середній максимум, °C   | 0           | 0           | 3           | 9           | 16          | 20          | 21          | 20          | 15          | 8           | 3           | 0           | 10          |
| Середня температура, °C | −3          | −3          | 0           | 5           | 12          | 15          | 17          | 16          | 11          | 6           | 1           | −2          | 6           |
| Середній мінімум, °C    | −6          | −7          | −2          | 1           | 7           | 11          | 12          | 11          | 7           | 3           | −1          | −5          | 2           |
| Абсолютний мінімум, °C  | −26         | −26         | −22         | −7          | −2          | 1           | 5           | 0           | −2          | −8          | −13         | −22         | −26         |
| Норма опадів, мм        | 50          | 40          | 60          | 40          | 50          | 80          | 70          | 90          | 70          | 90          | 70          | 50          | 760         |
| ----------------------- | ----------- | ----------- | ----------- | ----------- | ----------- | ----------- | ----------- | ----------- | ----------- | ----------- | ----------- | ----------- | ----------- |
| Джерело: Weatherbase    |             |             |             |             |             |             |             |             |             |             |             |             |             |

У районі Гроруддален розташований Гроруд-парк.

## Населення

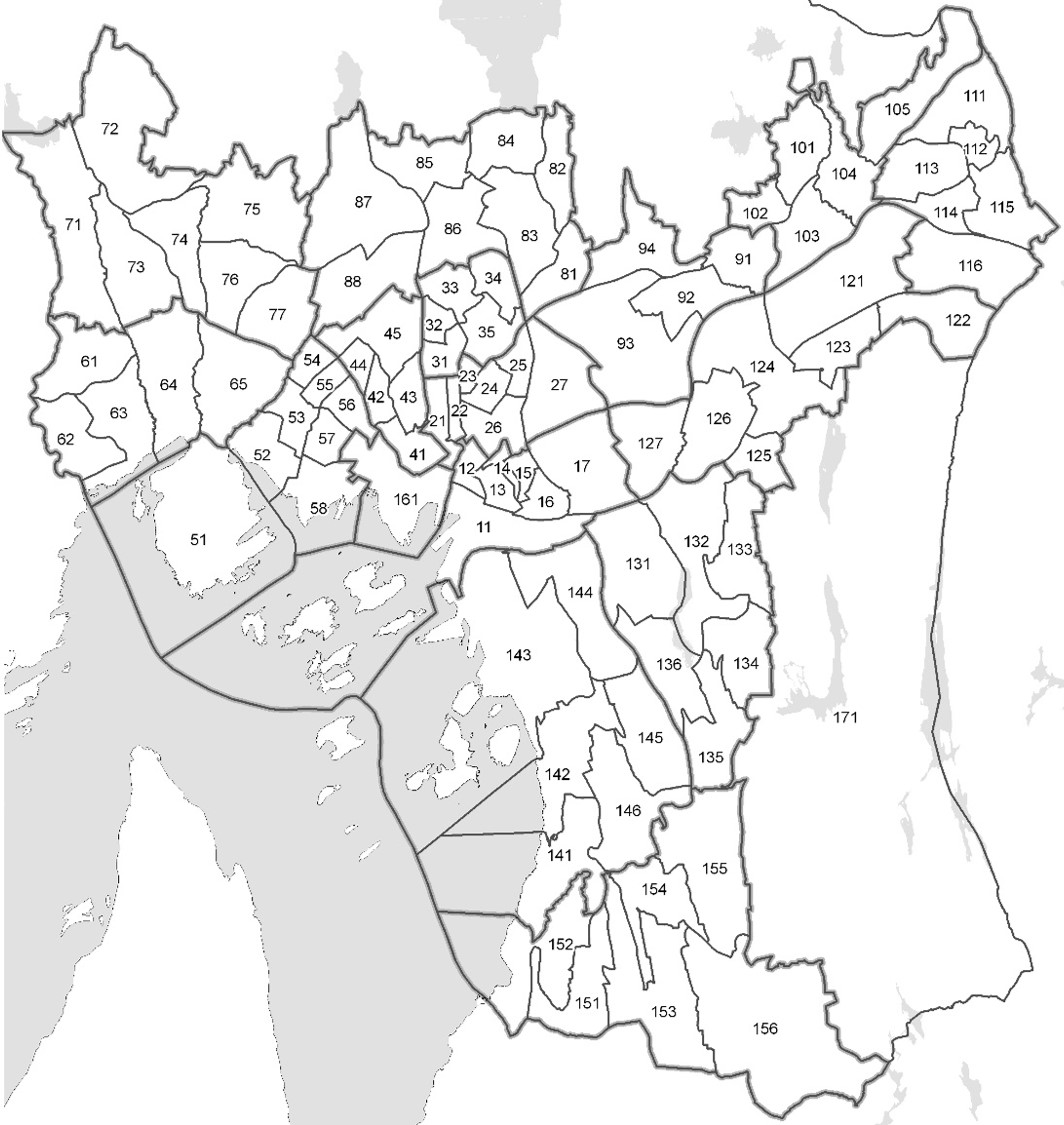
Адміністративний поділ Осло

1 січня 2004 була проведена реформа адміністративно-територіального поділу. Райони Сентрум (центральна частина міста) і Марка (ліс і сільськогосподарські території) в політичному сенсі не є справжніми кварталами.
| Район            | Населення (2012) | Площа км² | номер |
| Ална             | 47,786           | 13.7      | 12    |
| Б'єрке           | 29,090           | 7.7       | 9     |
| Фрогнер          | 52,531           | 8.3       | 5     |
| Гамле Осло       | 44,958           | 7.5       | 1     |
| Гроруд           | 26,777           | 8.2       | 10    |
| Grünerløkka      | 49,307           | 4.8       | 2     |
| Нурдре Акер      | 48,432           | 13.6      | 8     |
| Нурстранн        | 47,696           | 16.9      | 14    |
| Сагене           | 35,990           | 3.1       | 3     |
| St. Hanshaugen   | 34,109           | 3.6       | 4     |
| Stovner          | 30,554           | 8.2       | 11    |
| Сендре Нурстранн | 36,304           | 18.4      | 15    |
| Уллерн           | 31,275           | 9         | 6     |
| Вестре Акер      | 45,186           | 16.6      | 7     |
| Естенше          | 47,164           | 12.2      | 13    |
| Разом            | 607,159          | 151.8     |       |

З XIX-го століття місто почали розділяти на Західну частину (Vestkanten) і Східну частину (Ostkanten).
У західній частині переважають етнічні норвежці та поселенці із західних країн, які живуть у будинках і котеджних селищах, що розкинулось на величезній території аж до Берума (Baerum), найближчого передмістя Осло. Рівень життя вважається найвищим у країні, а середній дохід вище середнього по країні майже вдвічі. Чисельність населення Західної частини на 2009-й рік становить 196 000 осіб.
У східній частині живе 360 000 осіб, з яких 65-80 % іммігранти першого і другого покоління. У багатьох школах і коледжах цієї частині міста немає етнічних норвежців, у тому числі вчителів. Рівень життя найнижчий у Норвегії. На східних околицях міста характерні багатоповерхові будинки блокового типу, побудовані в період 1985—1995, коли спостерігався величезний потік іммігрантів із Північної та Східної Африки, також Середньої Азії. Ближче до центру розташовані старі п'ятиповерхові будинки, у яких жив робітничий клас 50-х років.

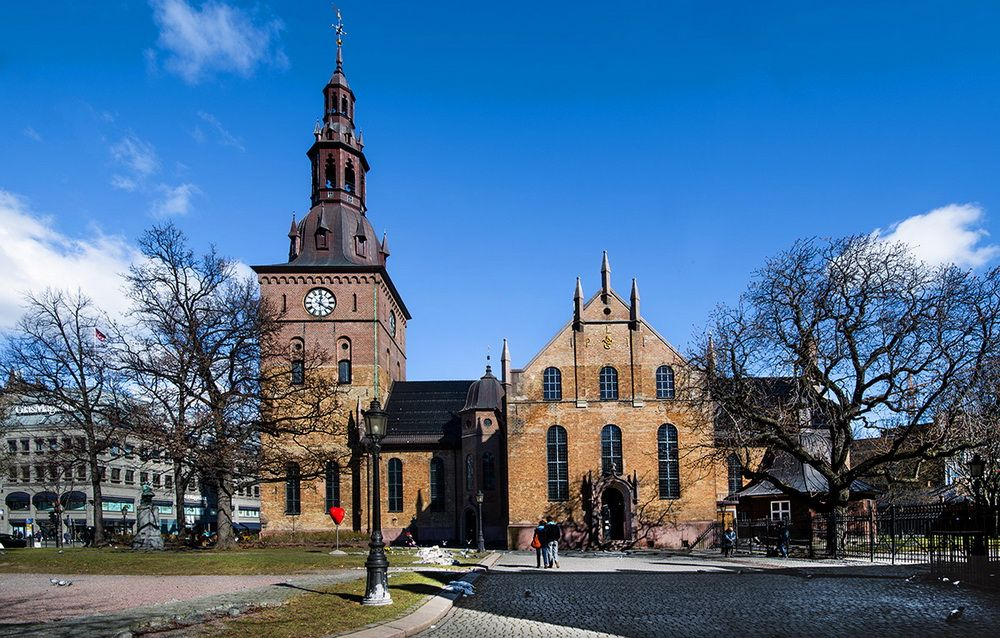
Кафедральний собор Осло

| Релігія Осло | Релігія Осло | Релігія Осло | Релігія Осло | Релігія Осло |
| ------------ | ------------ | ------------ | ------------ | ------------ |
| релігія      |              |              | відсоток     |              |
| Християнство | Християнство |              | 69.83%       | 69.83%       |
| Іслам        | Іслам        |              | 3.59%        | 3.59%        |
| Буддизм      | Буддизм      |              | 0.51%        | 0.51%        |
| Інші         | Інші         |              | 26.07%       | 26.07%       |

| #  | Країна               | Населення |
| -- | -------------------- | --------- |
| 1  | Пакистан             | 22,864    |
| 2  | Польща               | 15,862    |
| 3  | Швеція               | 13,911    |
| 4  | Сомалі               | 13,789    |
| 5  | Ірак                 | 7,854     |
| 6  | Шрі-Ланка            | 7,272     |
| 7  | Марокко              | 6,569     |
| 8  | Туреччина            | 6,397     |
| 9  | Іран                 | 6,192     |
| 10 | В'єтнам              | 6,164     |
| 11 | Філіппіни            | 5,917     |
| 12 | Індія                | 5,246     |
| 13 | Данія                | 3,777     |
| 14 | Німеччина            | 3,678     |
| 15 | Афганістан           | 3,607     |
| 16 | Росія                | 3,475     |
| 17 | Боснія і Герцеговина | 3,262     |
| 18 | Литва                | 3,013     |
| 19 | Ефіопія              | 2,977     |
| 20 | Велика Британія      | 2,929     |
| 21 | КНР                  | 2,893     |
| 22 | Косово               | 2,789     |
| 23 | Еритрея              | 2,617     |
| 24 | Румунія              | 2,413     |
| 25 | Франція              | 2,180     |

## Наука та освіта

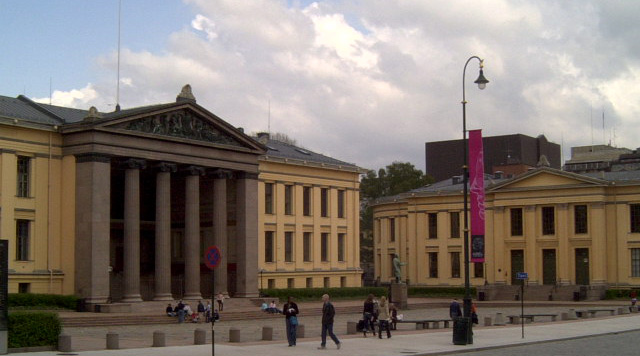
Університет Осло

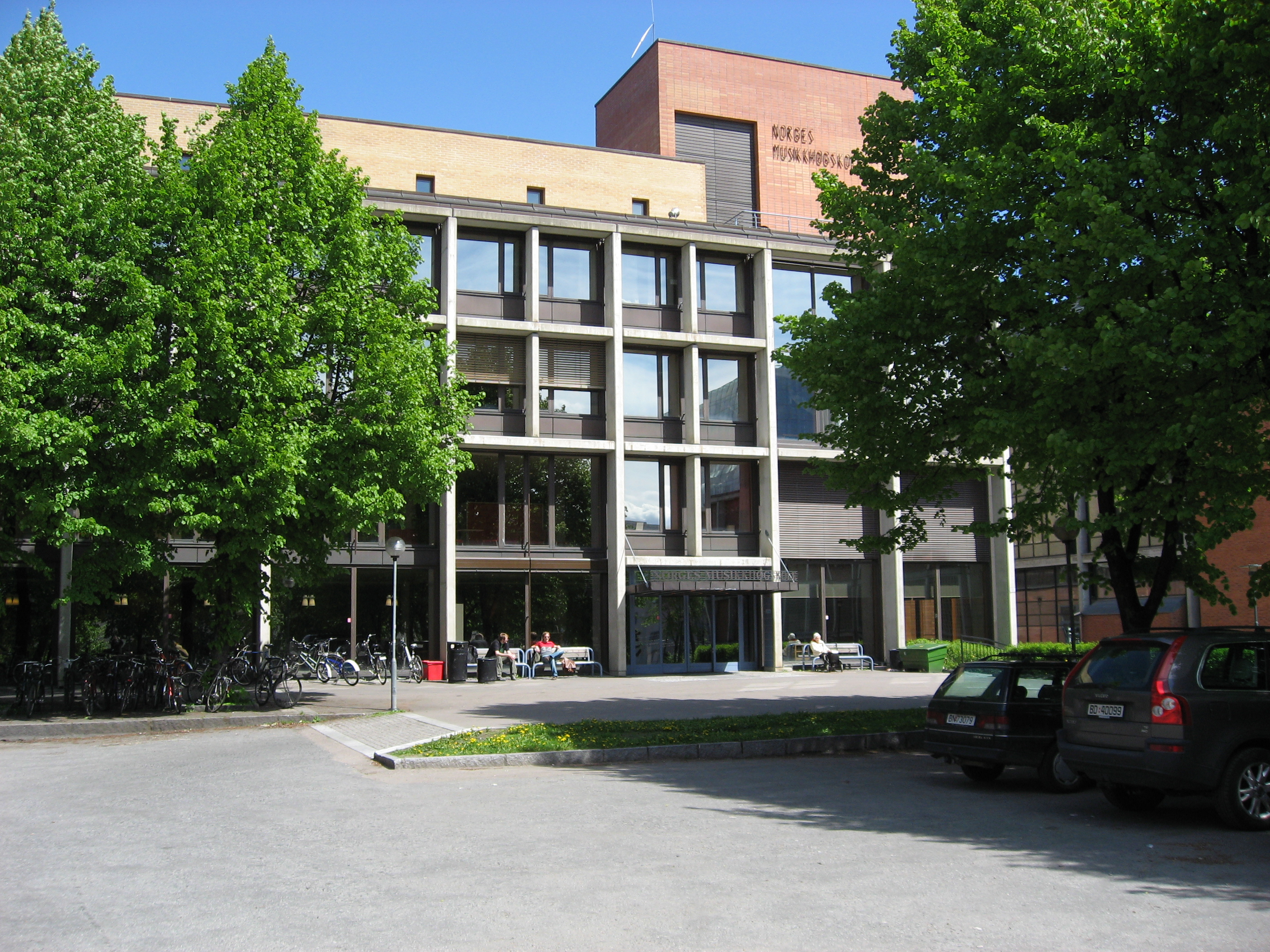
Норвезька академія музики

- Університет Осло (заснований 1811 року, найбільший і найпрестижніший університет Норвегії, 2016 року тут навчалися 27 886 студентів і працювали 6 334 співробітників[14])
- Столичний університет Осло (заснований 2018 року, один з наймолодших вишів у країні, проводить дослідження в галузі суспільних наук, наук про здоров'я, педагогічної освіти, технологій, мистецтва та дизайну)
- Норвезька школа бізнесу
- Норвезька школа інформаційних технологій
- Школа архітектури та дизайну Осло
- Норвезька школа спортивних наук
- Норвезька академія музики
- Норвезька школа богослов'я
- Національна академія мистецтв
- Норвезький університет природничих наук
- Норвезька військова академія
- Національний коледж оборони Норвегії
- Норвезький університетський коледж поліції
- Норвезька школа ветеринарії
- Державна академія образотворчих мистецтв
- Національна бібліотека Норвегії

## Культура
У західній частині міста розташований півострів Бюґдьой, на якому знаходяться п'ять національних музеїв і королівський маєток.
Головні пам'ятки Осло:
- Музей Мунка
- Музей Кон-Тікі
- Музей кораблів вікінгів (Осло)
- Історичний музей (Осло)
- Музей Фрама

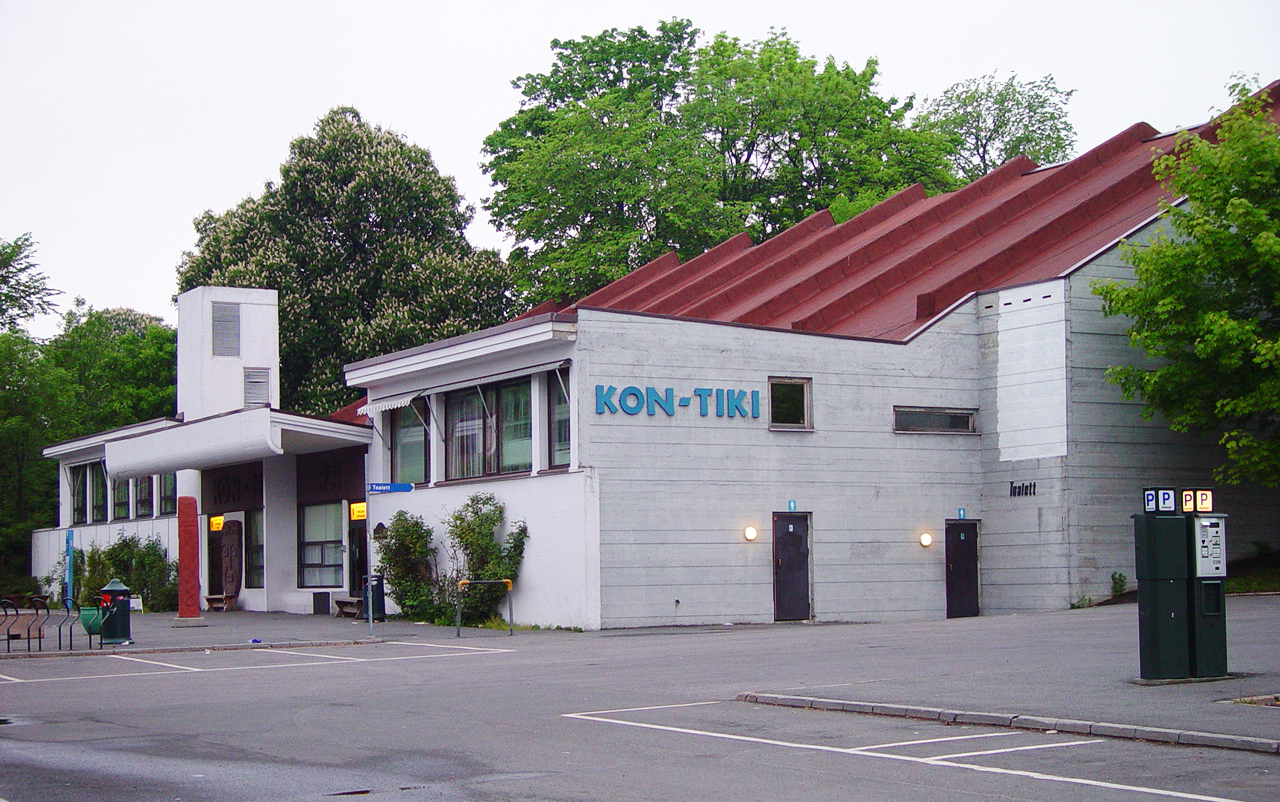
Музей Кон-Тікі

- Національний музей мистецтва, архітектури і дизайну
- Норвезький національний театр
- Культурний фонд Норвегії

У місті діє дієцезія Осло.

## Транспорт

Логотип метрополітену Осло

Розташоване на березі затоки Осло-фіорд Осло є головним портом Норвегії.
Місто має декілька аеропортів (Аеропорт Осло). На кінець 2010-х діючі — Осло-Торп та Осло-Гардермуен, з якими діє залізничне сполучення. Потяги під орудою Flytoget та Norges Statsbaner відправляються зі станції Осло-Центральне до станцій Аеропорт Саннефіорд та Гардермуен відповідно.
З 1898 року в Осло діє мережа міських залізниць (Westbanen). В 1966 відкрито метро (Т-бане). В 1990-х роках відбулося з'єднання цих двох систем міського рейкового транспорту. Велика частина метрополітену проходить по поверхні, а одна з ліній піднімається на пагорби на північному заході Осло до висоти 469 м.
Осло має розгалужену автобусну мережу — 32 міські лінії, а також регіональні автобуси, що сполучають з сусіднім графством Акерсхус.
В Осло розвинена система громадського транспорту. В межах міста існує мережа трамваїв, Т-бане, автобусів, електричок, а також катерів/поромів до найближчих островів у фіорді та до музейного півострова Бігдей. Система міського транспорту керується з єдиного центру (Oslo Sporveier) та передбачає уніфіковану оплату за проїзд — один квиток дозволяє пересуватися містом впродовж години з необмеженою кількістю пересадок між видами транспорту.
Приміське сполучення також уніфіковане в межах Стуросло Локальтрафік (Storoslo Lokaltrafik, SL). Оплата проводиться залежно від кількості зон, які покриває поїздка.
Через місто прямують автостради європейський маршрут E6 та європейський маршрут E18, та побудовані два кільця автодоріг Кільцева автодорога 2 та Кільцева автодорога 3
Уряд країни офіційної заборонив продавати бензинові та дизельні автомобілі після 2025 року та вирішив прибрати всі паркувальні місця в Осло. Починаючи з 2015 року в центрі Осло проїзд дорогами загального призначення приватним транспортним засобам заборонено, а до 2019 року вже буде створена 60 км буферна зона.

## Персоналії
- Ґрета Ніссен (1905—1988) — американсько-норвезька акторка та балерина
- Соня Гені (1912—1969) — норвезька фігуристка та акторка, олімпійська чемпіонка
- Лінн Ульман (*1966) — норвезька письменниця, літературний критик та журналістка.

## Галерея

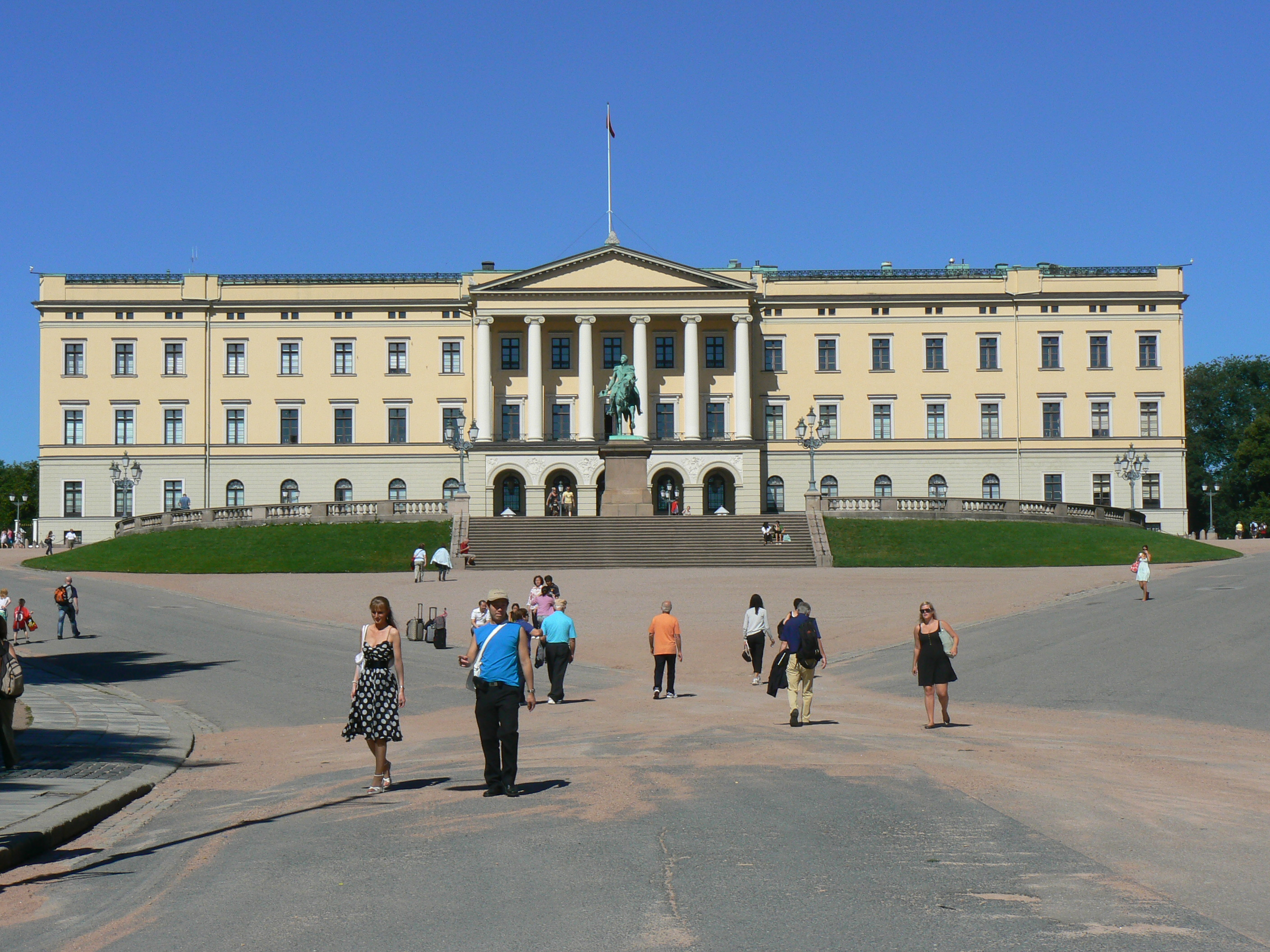
Королівський палац
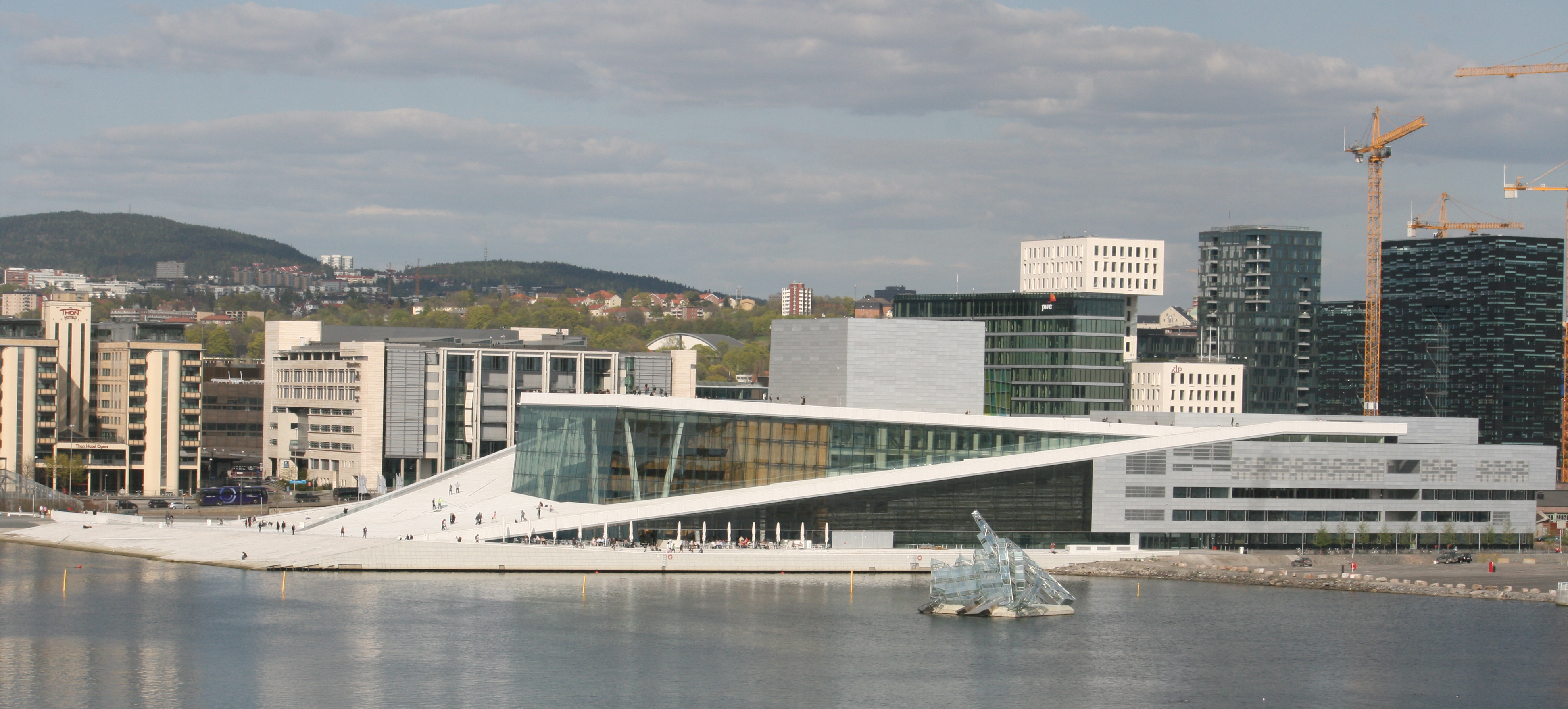
Опера
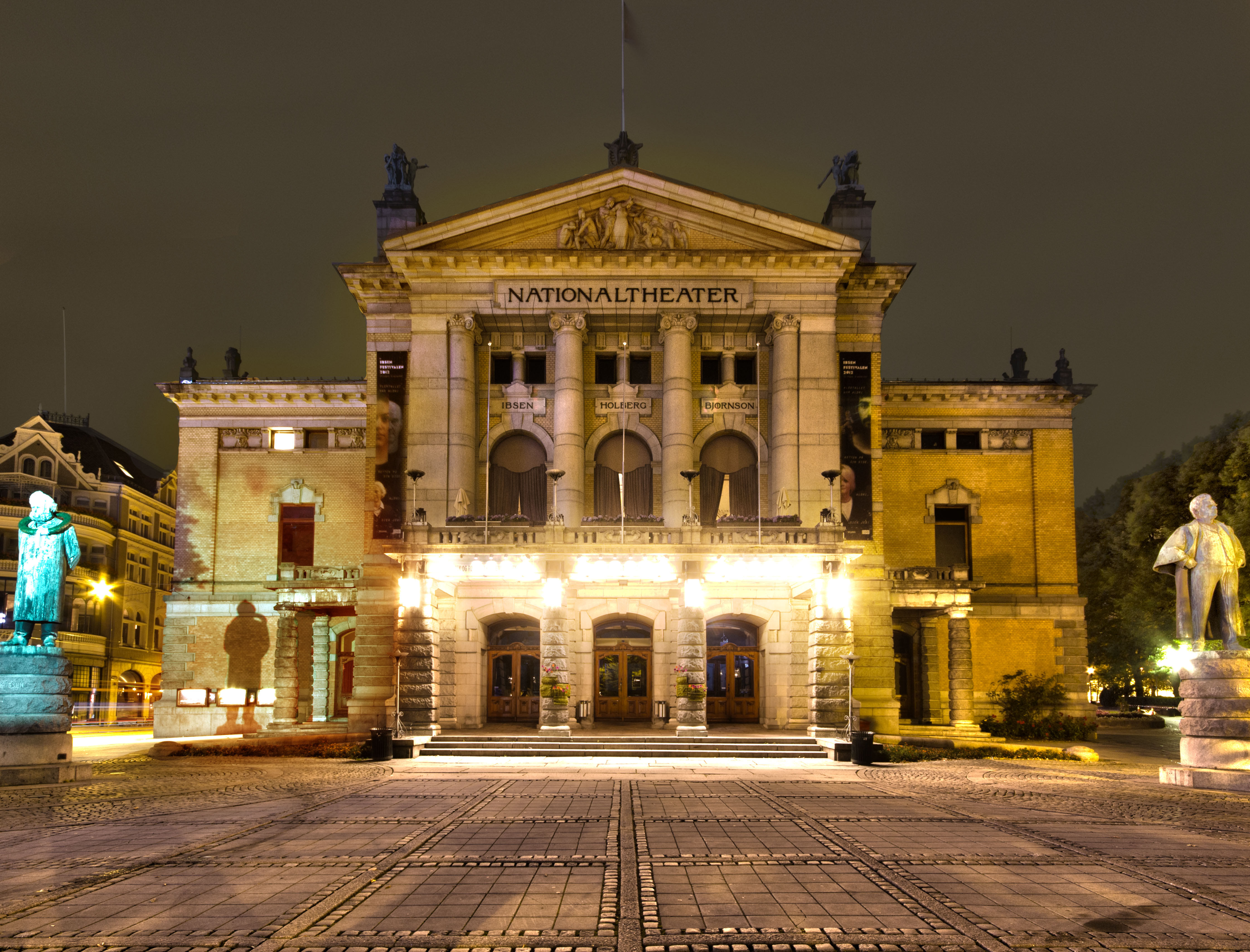
Національний театр вночі
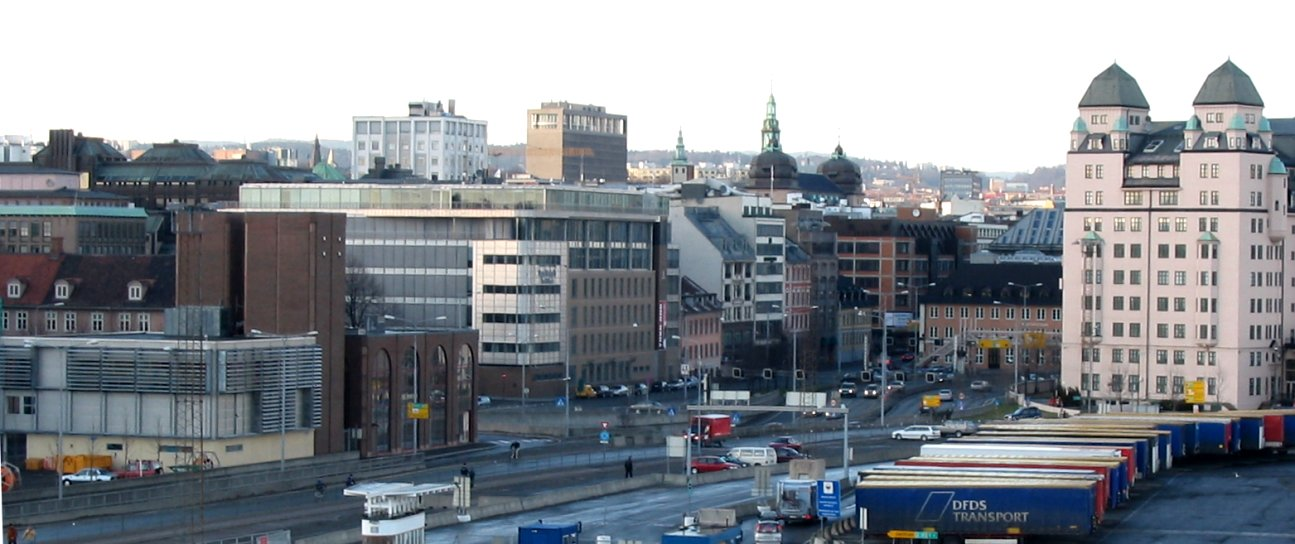
Діловий центр міста
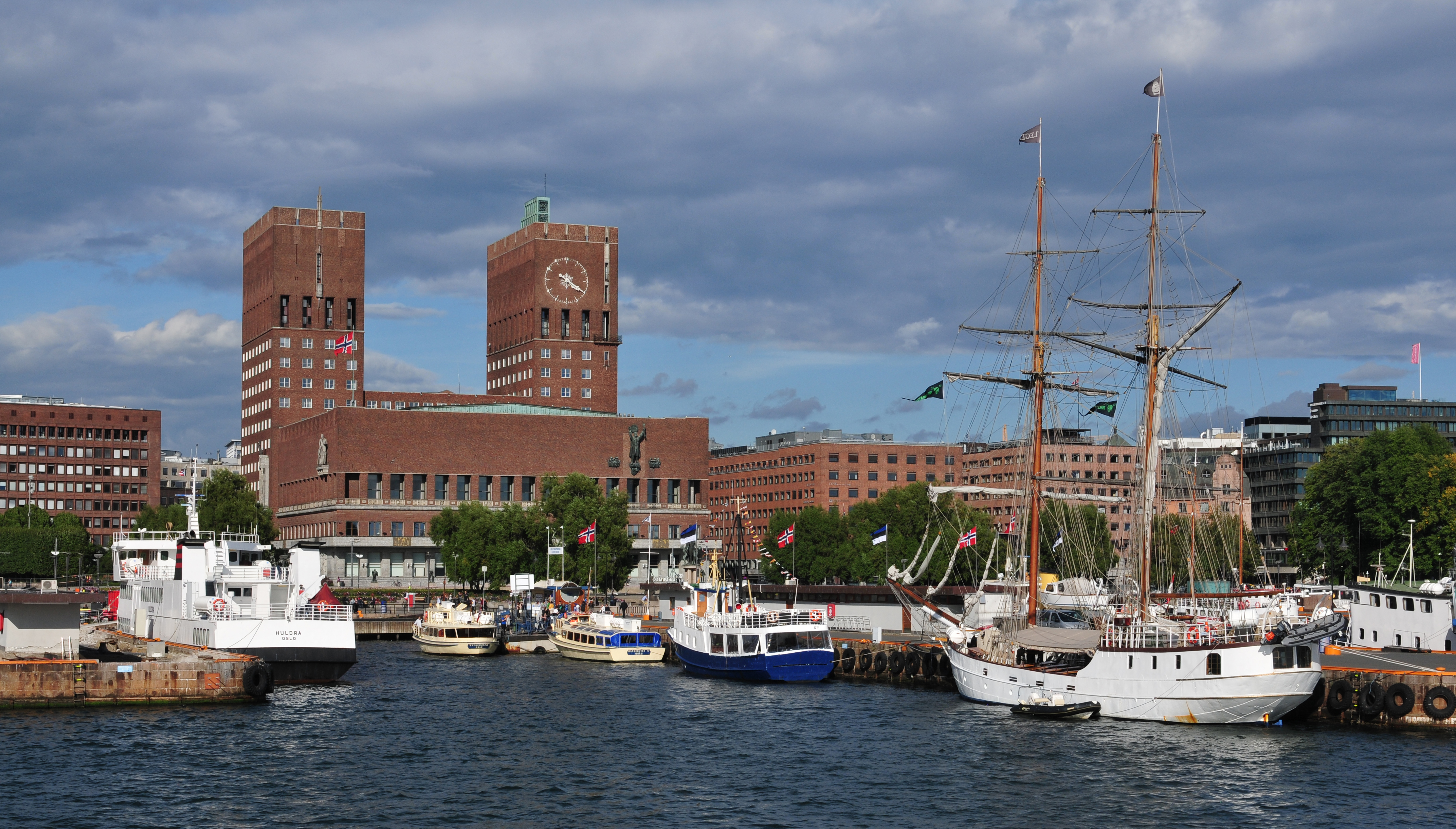
Вид на ратушу з боку фіорду
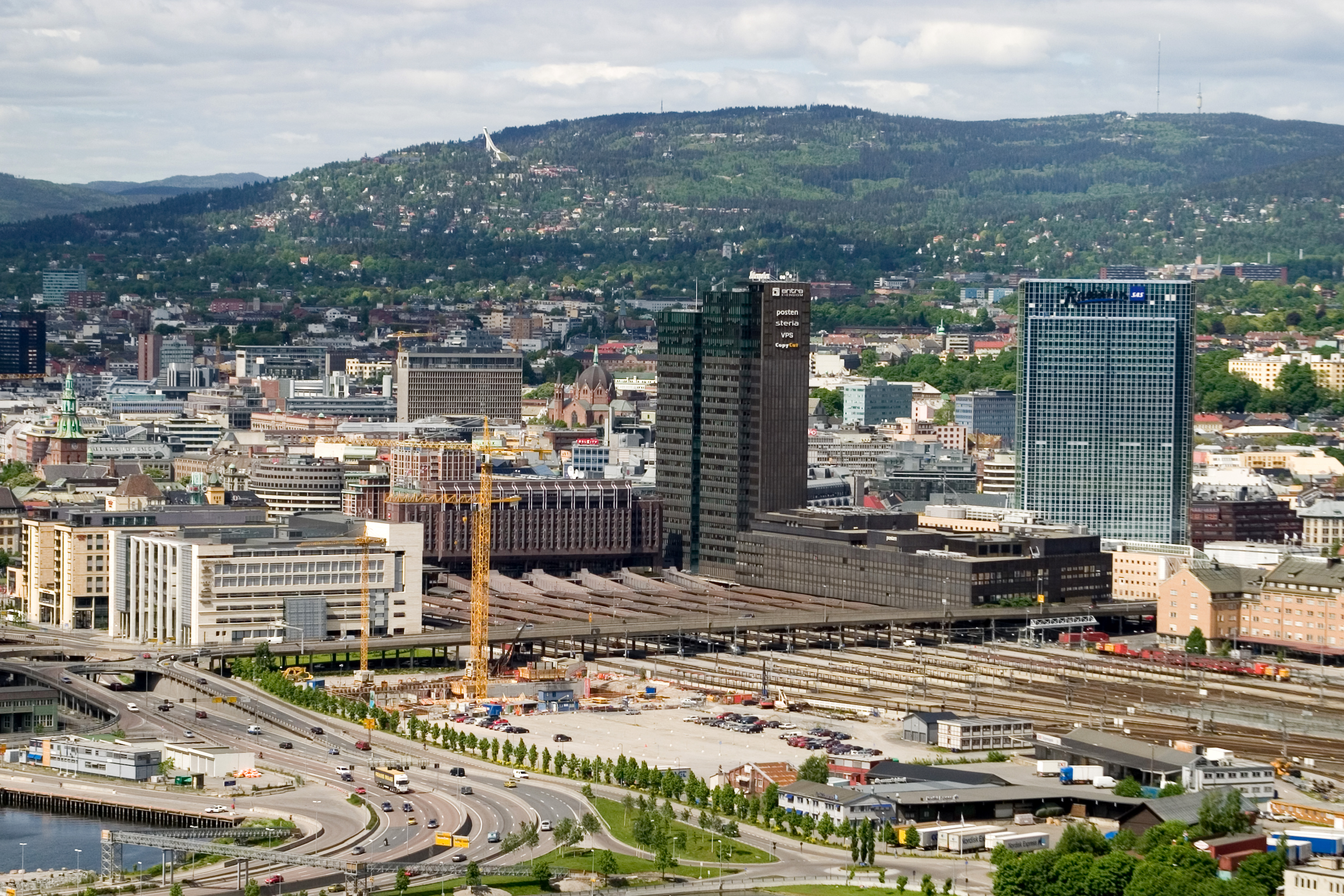
Центральний залізничний вокзал
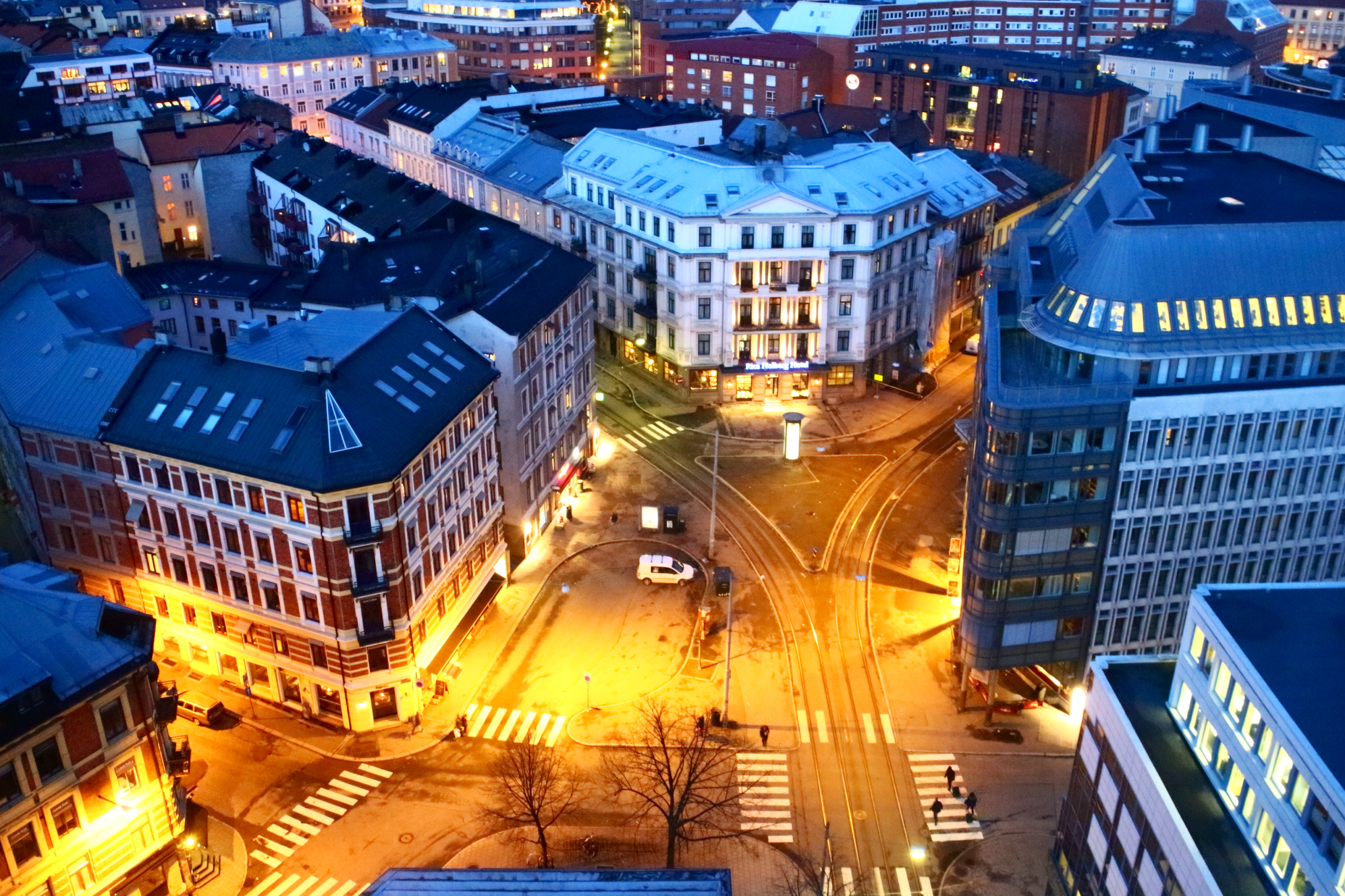
Типовий квартал міста
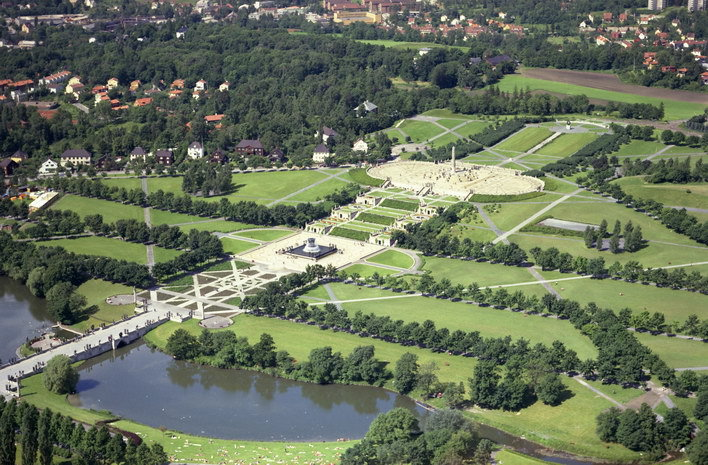
Парк Фрогнер
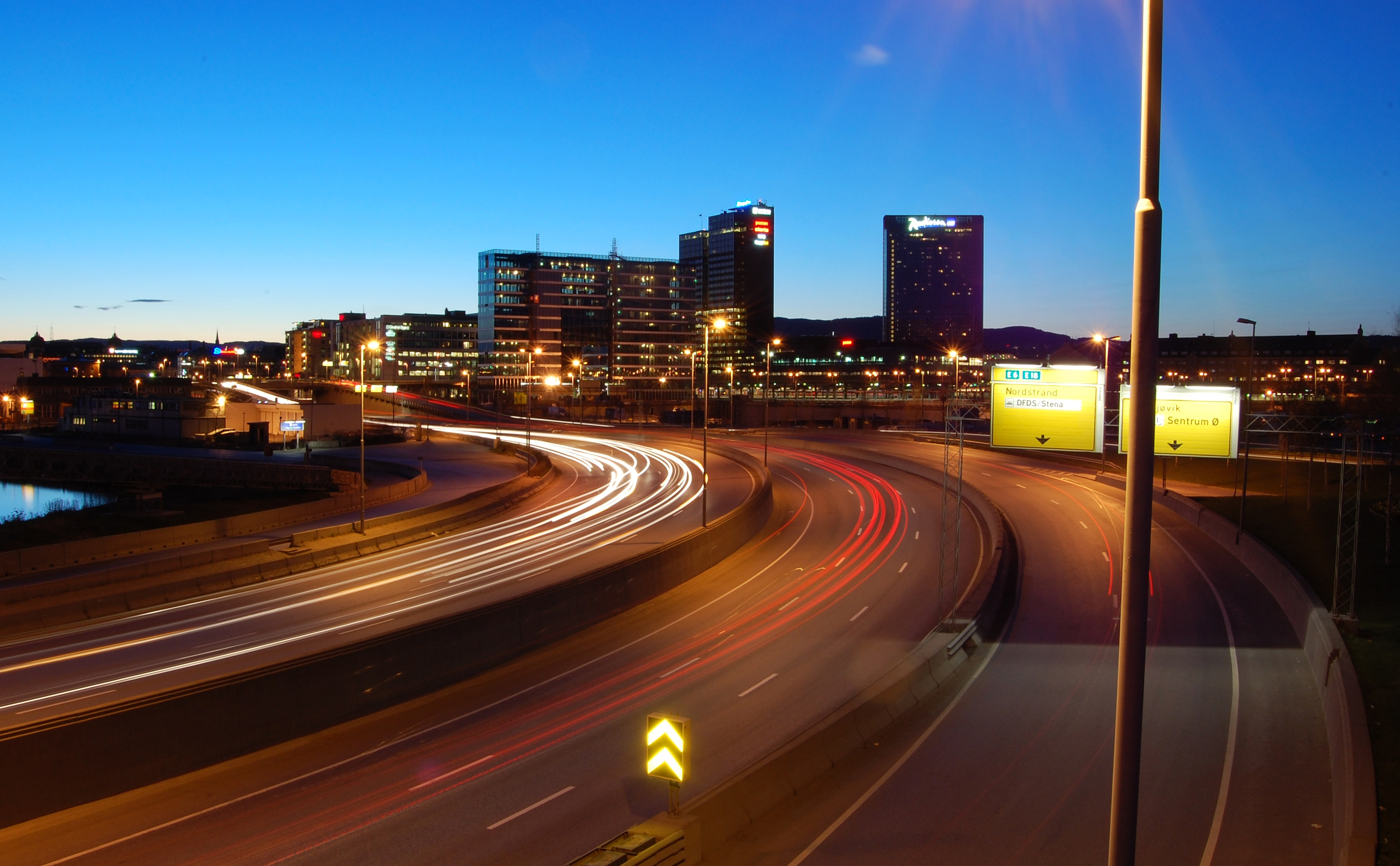
Автобан
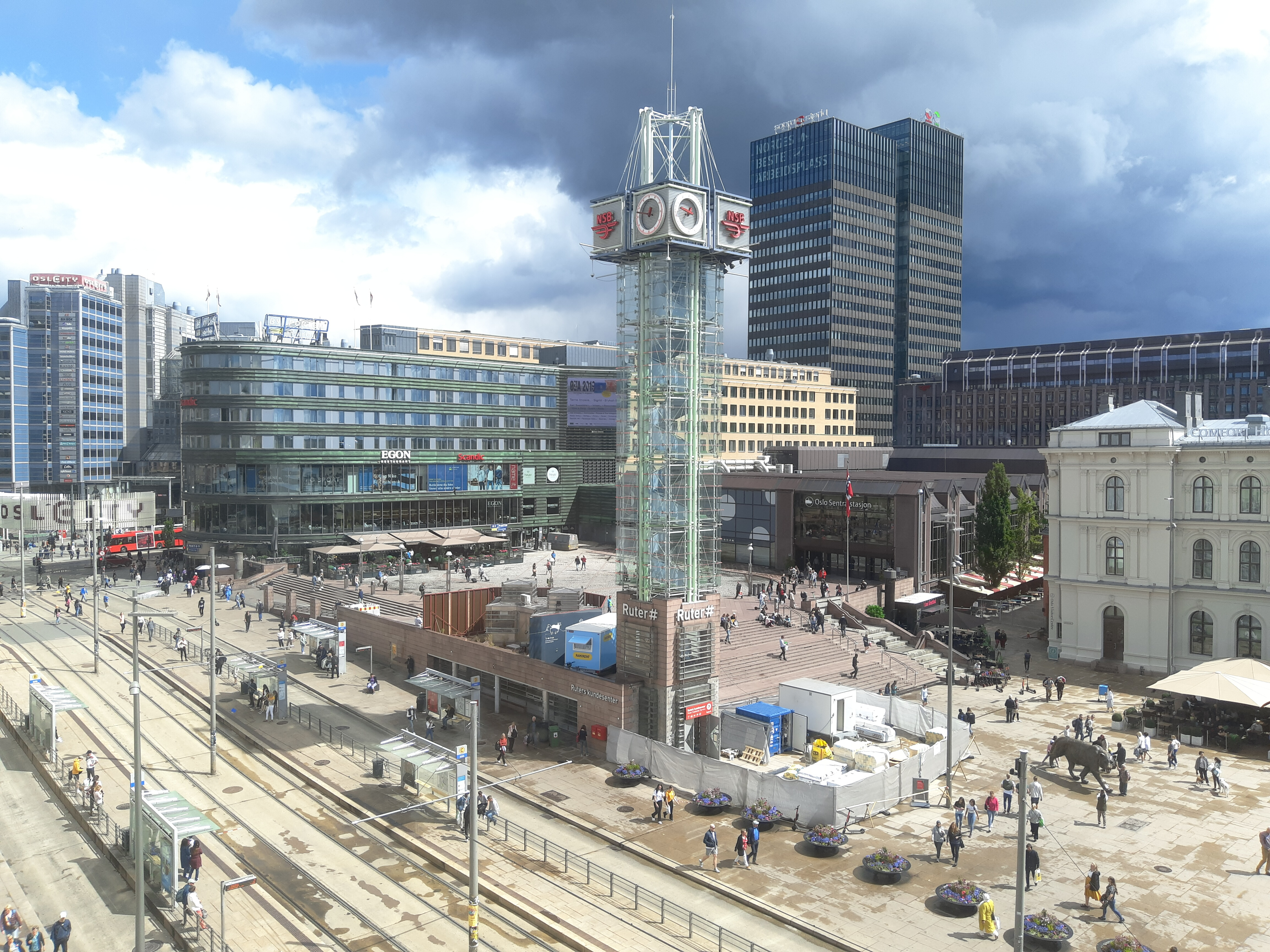
Площа Єрнбанеторгет
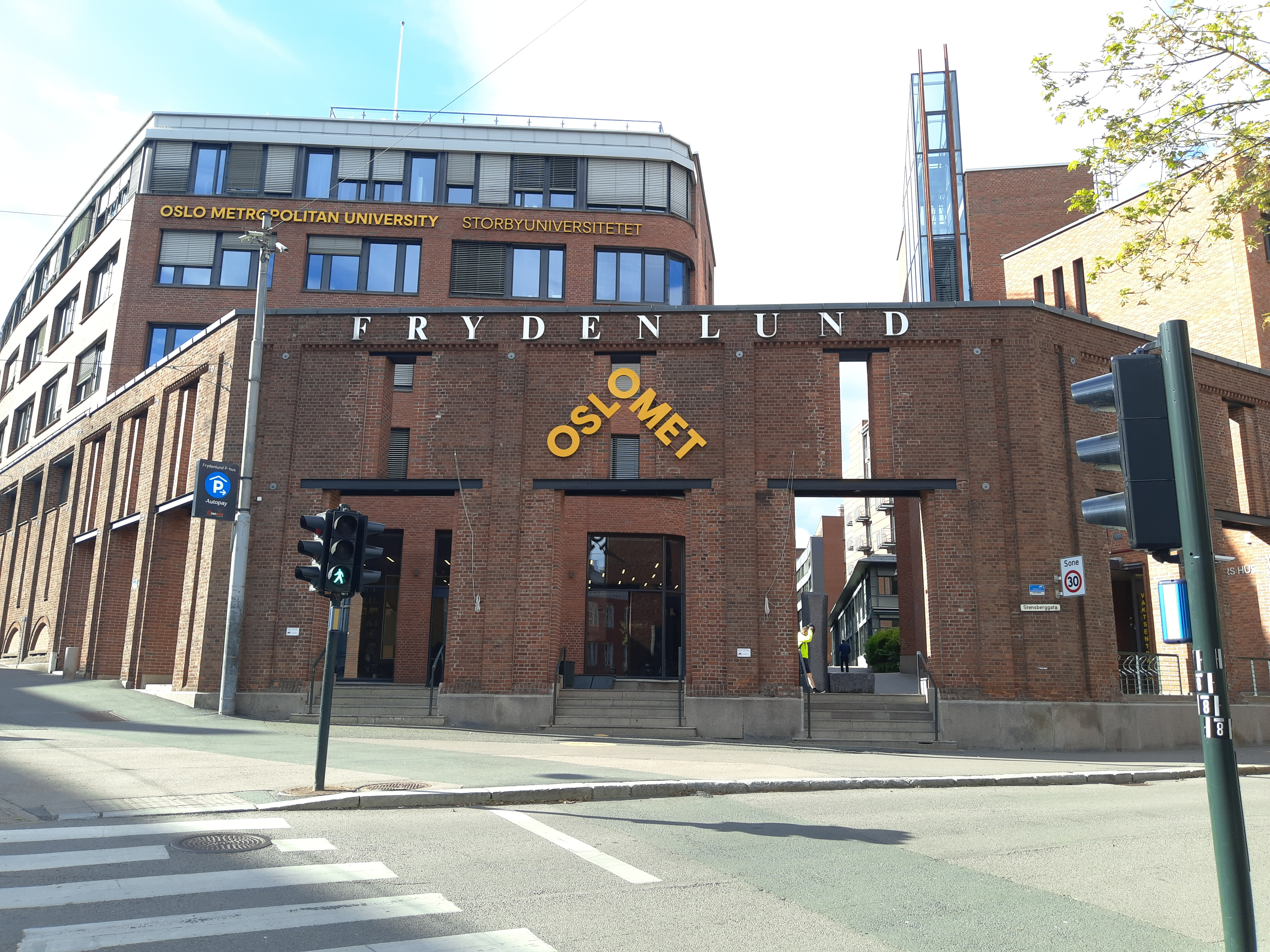
Столичний університет Осло